# Listă de companii producătoare de sticlă din România
Aceasta este o listă de companii producătoare de sticlă din România:
- Cristiro

- Gecsat
- Gerom
- Geromed
- GES Scăieni
- GlassCorp

- Oberon Pucioasa [1][2][3]

- Somvetra
- Sticla Turda
- Stimet
- Stipo
- Stirom

- Vitrometan

- Fabrica de sticlă de la Poiana Codrului [4][5]